# Angelo d'Anna de Sommariva
Pour les articles homonymes, voir D'Anna et Sommariva.
Angelo d'Anna de Sommariva, le cardinal de Lodi ou d'Anna, né à Naples, en Campanie, en Italie, et mort à Rome le 21 juillet 1428, est un cardinal italien du XIVe siècle et du XVe siècle. Il est membre de l'ordre camaldule dans le diocèse de Lodi.

## Biographie
Le pape Urbain VI le crée cardinal lors du consistoire du 17 décembre 1384. Le cardinal d'Anna participe  au conclave de 1389, lors duquel Boniface IX est élu, au conclave de 1404 (élection d'Innocent VII et de 1406 (élection de Grégoire XII). Il abandonne l'obédience de Rome et joint celle de Pise et participe aux conclaves de 1409 et 1410 (élection des antipapes AlexandreV et Jean XXIII). Il est nommé légat à Naples et assiste au concile de Constance. D'Anna participe au conclave de 1417 (élection de Martin V). En 1426 il est nommé doyen du Collège des cardinaux.